# Terapia de Kneipp

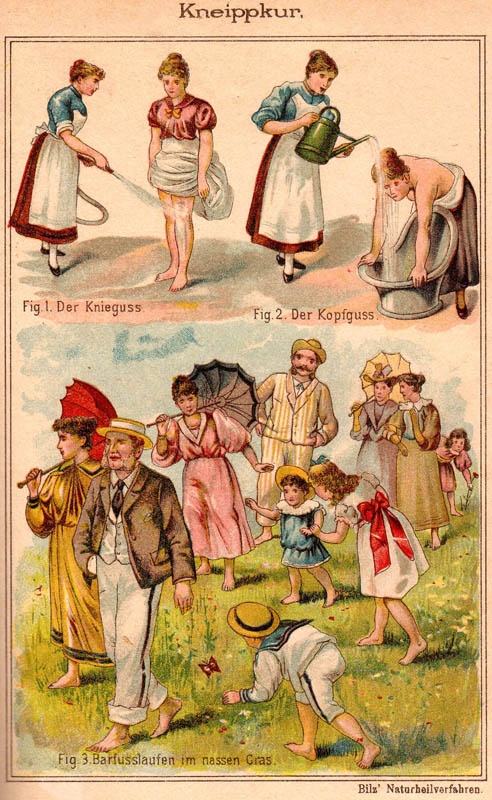
Alguns aspectos da terapia Kneipp.

Terapia de Kneipp, ou cura de Kneipp, é um conjunto de indicações terapêuticas desenvovido por Sebastian Kneipp, um hidroterapeuta que foi fundador e director das termas de Bad Wörishofen.

## Descrição
A terapia de Kneipp é um sistema médico natural baseado nos siguintes pilares:
- Hidroterapia — utilização controlada de jorros de água lançados sobre diferentes partes do corpo, como os braços, joelhos e torso. A aplicação varia com o tipo de afecção, alternando diferentes temperaturas (fria, tépida ou quente) conforme o propósito curativo. Recomendava caminhadas com os pés descalços sobre ervas molhadas pelo orvalho matinal, entre várias técnicas destinadas a fortalecer o sistema imunológico, fazendo reagir o corpo mediante a regulação da sua temperatura.
- Terapia nutricional — recomendava moderação no consumo de álcool e de açúcar e a preferência por uma alimentação naturista, composta de abundante fruta e verdura e um escasso consumo de carne.
- Exercicio físico — acreditava que a a vida é movimento, pelo que os tratamentos incluíam exercício físico diário, como a ginástica, as caminhadas ou a escalada de montanhas.
- Fitoterapia — recomendava o uso de diferentes plantas e ervas medicinais para os diferentes males.
- Espiritualidade — Kneipp acreditava que uma mente sã conseguia um corpo saúdavel e relaxado.